# Ялемзерф Єгуалев
Ялемзерф Єгуалев Денса (англ. Yalemzerf Yehualaw Densa, нар. 3 серпня 1999) — ефіопська легкоатлетка, яка спеціалізується в бігу на довгі дистанції.

## Спортивні досягнення
Бронзова призерка чемпіоната світу з напівмарафону в індивідуальному заліку та чемпіонка світу з напівмарафону в командному заліку (2020).
Чемпіонка Африканських ігор у напівмарафонському бігу (2019).
Рекордсменка світу з шосейного бігу на 10 кілометрів у змішаних забігах (29.14; 2022).
29 серпня 2021 перемогла у змішаному (за одночасної участі чоловіків та жінок) напівмарафонському забігу в британському Ларні з часом 1:03.44, що перевищував діючий на той час рекорд світу для жінок у таких забігах (1:04.02). Проте, згодом з'ясувалось, що показаний ефіопською спортсменкою результат не міг бути ратифікований як рекорд світу через неточне вимірювання довжини траси змагань, яка виявилась на 54 метри коротшою за необхідну відстань (21 097,5 м).

## Основні міжнародні виступи
| Рік  | Змагання                        | Місто | Місце | Дисципліна   | Примітки         |
| ---- | ------------------------------- | ----- | ----- | ------------ | ---------------- |
| 2019 | Африканські ігри                | Рабат | 1     | напівмарафон |                  |
| 2020 | Чемпіонат світу з напівмарафону | Гдиня | 3     | напівмарафон | Відео на YouTube |